# George A. Cooper
George Alphonsus Cooper (* 7. März 1925 in Leeds, West Yorkshire; † 16. November 2018 in Liss, Hampshire) war ein britischer Schauspieler.

## Leben
Cooper war sehr bekannt für seine Rolle als Mr. Griffiths in der langlebigen Fernsehserie Grange Hill.
Weitere Filme bzw. Serien, bei denen er mitgespielt hat, sind Geheimauftrag für John Drake, Z Cars, Dixon of Dock Green, Der Satan mit den langen Wimpern, Tom Jones – Zwischen Bett und Galgen, Doctor Who, Mit Schirm, Charme und Melone, The Saint, Steptoe and Son, Billy Liar,  Rising Damp, Heartbeat und Der rote Monarch.

## Filmografie (Auswahl)
- 1946: Zwei Welten (Men of Two Worlds)
- 1957: Am Rande der Unterwelt (The Secret Place)
- 1957: Am seidenen Faden (Fortune Is a Woman)
- 1957: Der Maler von Florenz (Sword of Freedom) (Fernsehserie, 1 Folge)
- 1957: Eine Braut in jeder Straße (Miracle in Soho)
- 1958: Die letzte Nacht der Titanic (A Night to Remember)
- 1958: Ivanhoe (Fernsehserie, 1 Folge)
- 1958: Kinder der Straße (Violent Playground)
- 1960: Geheimauftrag für John Drake (Danger Man) (Fernsehserie, 1 Folge)
- 1960: Hetzjagd (Hell Is a City)
- 1961: Alles dreht sich um den Hund (In the Doghouse)
- 1962: Ein Toter sucht seinen Mörder (The Brain)
- 1962–1972: Task Force Police (Fernsehserie, 9 Folgen)
- 1963: Kein Schloß ist vor ihm sicher (The Cracksman)
- 1963: Tom Jones – Zwischen Bett und Galgen (Tom Jones)
- 1963–1968: Mit Schirm, Charme und Melone (The Avengers) (Fernsehserie, 2 Folgen)
- 1963–1969: Simon Templar (Fernsehserie, 2 Folgen)
- 1964: Der Satan mit den langen Wimpern (Nightmare)
- 1964–1971: Coronation Street (Fernsehserie, 7 Folgen)
- 1965: Ein Platz ganz oben (Life at the Top)
- 1966: Doctor Who (Fernsehserie, 4 Folgen)
- 1967: Der Mann mit dem Koffer (Man in a Suitcase) (Fernsehserie, 1 Folge)
- 1968: Draculas Rückkehr (Dracula Has Risen from the Grave)
- 1968: Sherlock Holmes (Fernsehserie, 2 Folgen)
- 1968: Skandal bei Scotland Yard (The Strange Affair)
- 1969: Randall & Hopkirk – Detektei mit Geist (Randall & Hopkirk (Deceased)) (Fernsehserie, 1 Folge)
- 1970: Zwei Haudegen kommen selten allein (Start the Revolution Without Me)
- 1972: Schütze dieses Haus (Bless This House)
- 1978: Der Doktor und das liebe Vieh (All Creatures Great and Small) (Fernsehserie, 1 Folge)
- 1983: Der rote Monarch (Red Monarch)
- 1995: Casualty (Fernsehserie, 1 Folge)